# Fotografski film
Fotografski film ili film u kontekstu fotografije označava tanki komad plastike (poliester, PET, nitroceluloza ili acetatna vlakna) presvučen osjetljivim (fotosenzitivnim) solima srebrnih halida osjetljivih na svjetlost. Fotosenzibilne soli povezane su želatinom a kristali njihovih soli različite su veličine što određuje osjetljivost, kontrast i razlučivost slike. Kada je emulzija dovoljno izložena (eksponirana) svjetlu (ili drugim vrstama elektromagnetske radijacije kao što su X-zrake) stvara latentnu (skrivenu) sliku. Kasnije se na nju mogu primijeniti kemijski procesi kako bi se stvorila vidljiva slika, a što se naziva razvijanje filma.
Kod crnobijele fotografije obično se koristi jedan sloj srebrnih soli. Kada se eksponirana zrna razviju, srebrne soli se obično pretvore u metalno srebro, koje blokira svjetlost i postaje crni dio filmskog negativa.
Filmovi u boji obično koriste tri razine. Boje koje adsorbiraju površinu srebrnih soli, čine kristale osjetljivima na različite boje. Obično je na plavo osjetljivi sloj na vrhu, te ga slijede zeleni i crveni sloj. Za vrijeme razvijanja srebrne soli se pretvaraju u metalno srebro, kao i kod crno-bijelog filma. Kod filma u boji međutim sporedni produkti razvijanja istovremeno se kombiniraju s posebnim kemikalijama na samom filmu ili dodanim tijekom procesa razvijanja kako bi se stvorila boja. Sporedni produkti stvaraju se razmjerno ekspoziciji i razvijanju, te se oblaci boje također stvaraju u tom omjeru. Nakon razvijanja srebro se ponovno pretvara u srebrne soli da bi na kraju bilo u potpunosti uklonjeno i ostavilo samo obojanu površinu.

## Vanjske poveznice
- APUG  Arhivirana inačica izvorne stranice od 2. listopada 2006. (Wayback Machine) (traditional photography 'analog' forums)
- British Journal of Photography  Arhivirana inačica izvorne stranice od 10. kolovoza 2008. (Wayback Machine)